# Parc éolien du Mûrier
Le parc éolien du Mûrier est un parc éolien terrestre construit en 2025 et sis sur le finage de la commune de Carnières, dans le département du Nord, en France. Il compte quatre éoliennes.

## Description
Le parc éolien du Mûrier est construit en 2025 à Carnières,.
Il comporte quatre éoliennes Vestas V150/4000-4200, dont le diamètre du rotor est de 150 mètres. Elles forment un arc de cercle allant du nord à l'ouest du centre du village, tout en restant uniquement sur le finage de celui-ci. Concernant l'éolienne E1, les pales sont livrées le 20 juin et montées le lendemain.
La puissance installée est de 16,8 mégawatts, chaque éolienne a une puissance de 4,2 mégawatts.

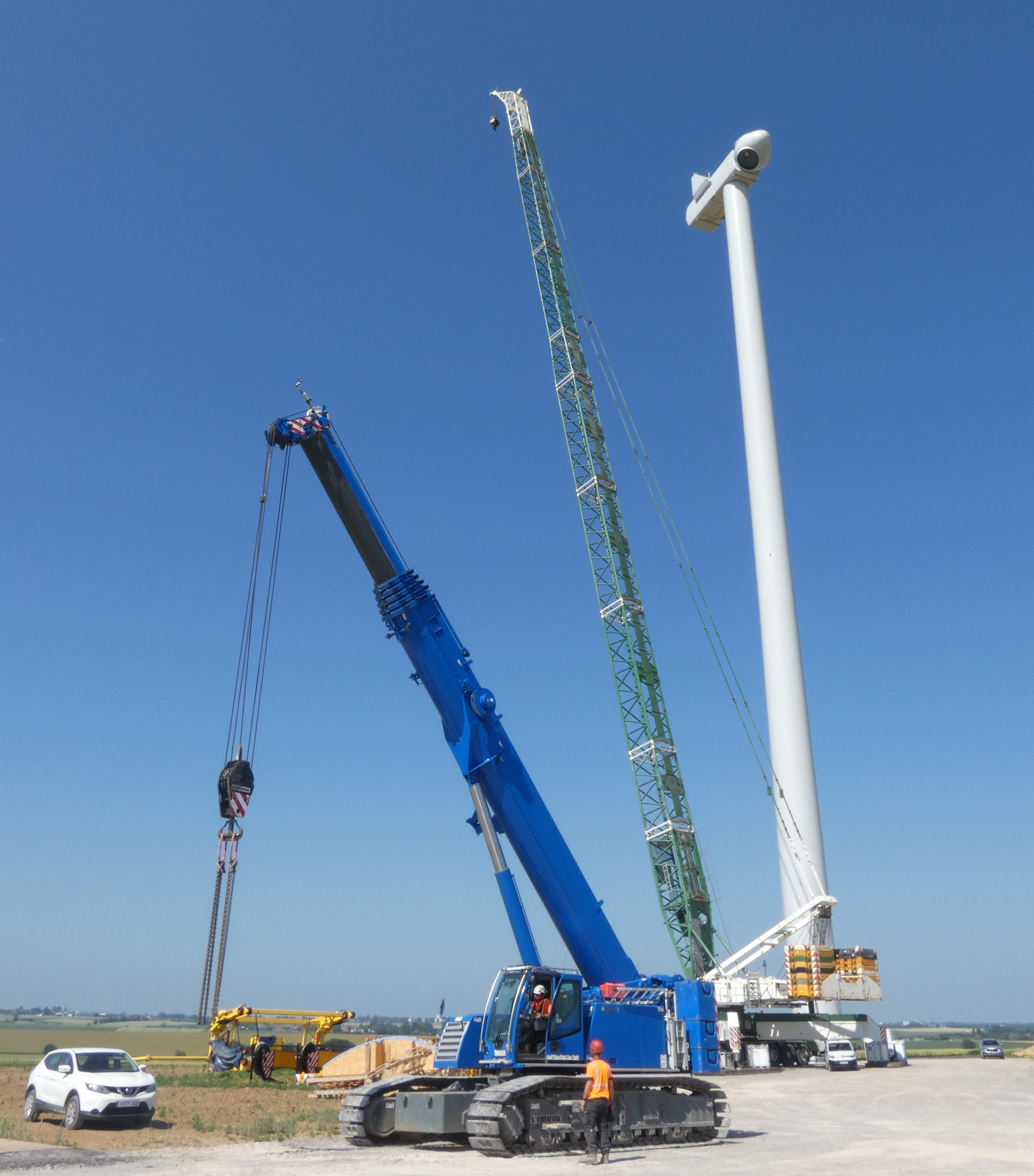
L'éolienne E1 en cours de montage, le 19 juin 2025.
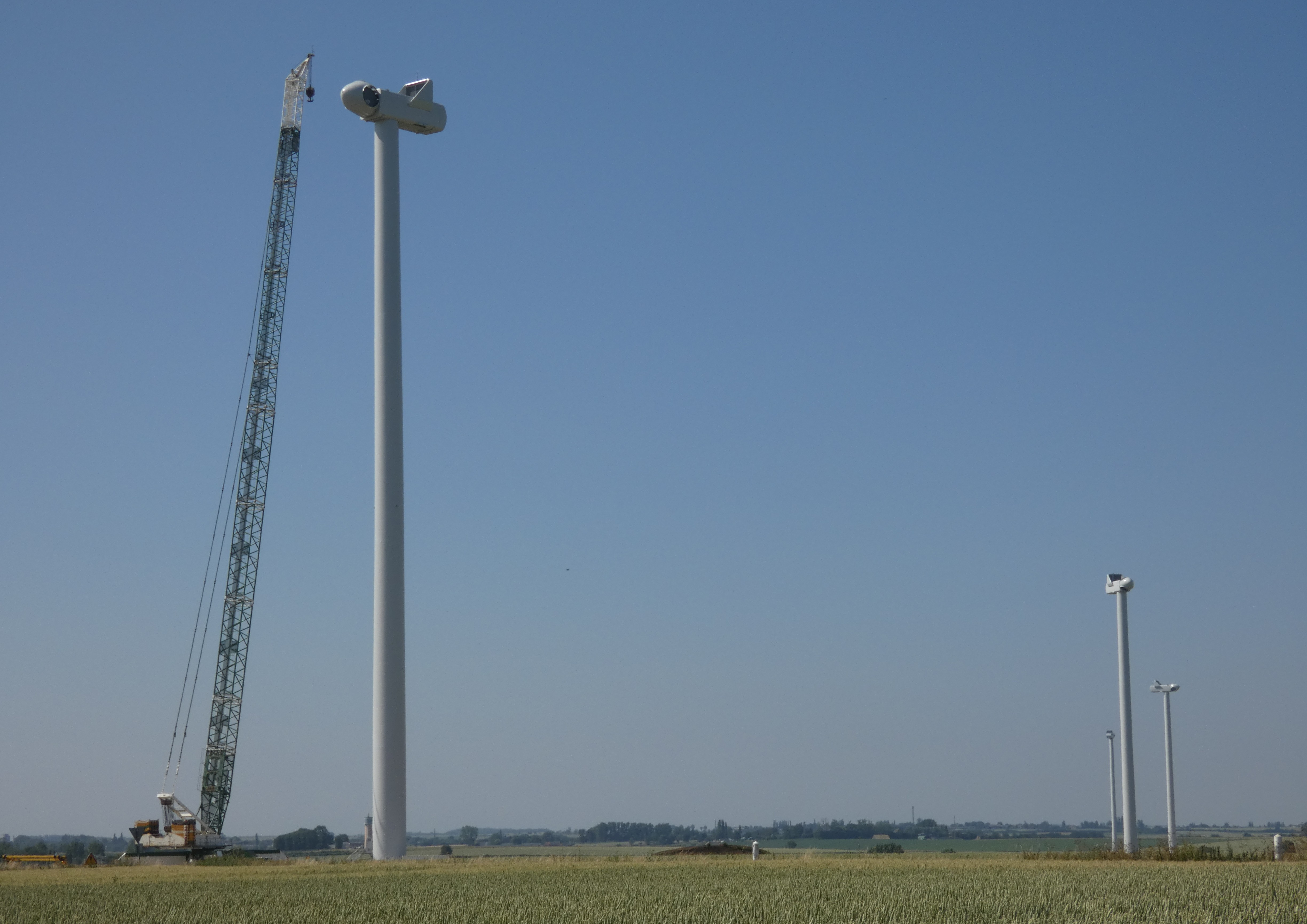
Les éoliennes E1 à E4, le 19 juin 2025.
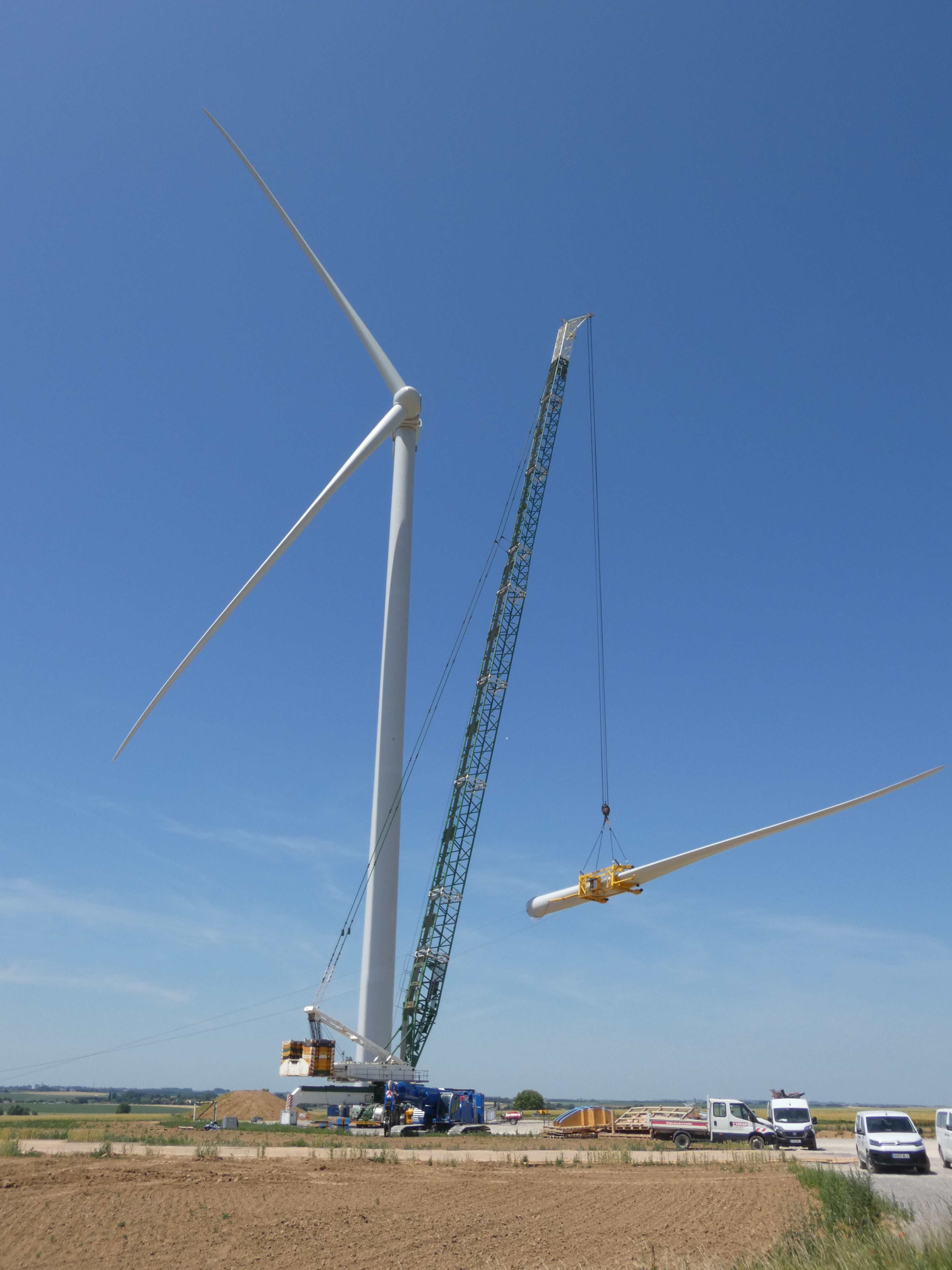
La troisième pale de l'éolienne E1, le 21 juin 2025.
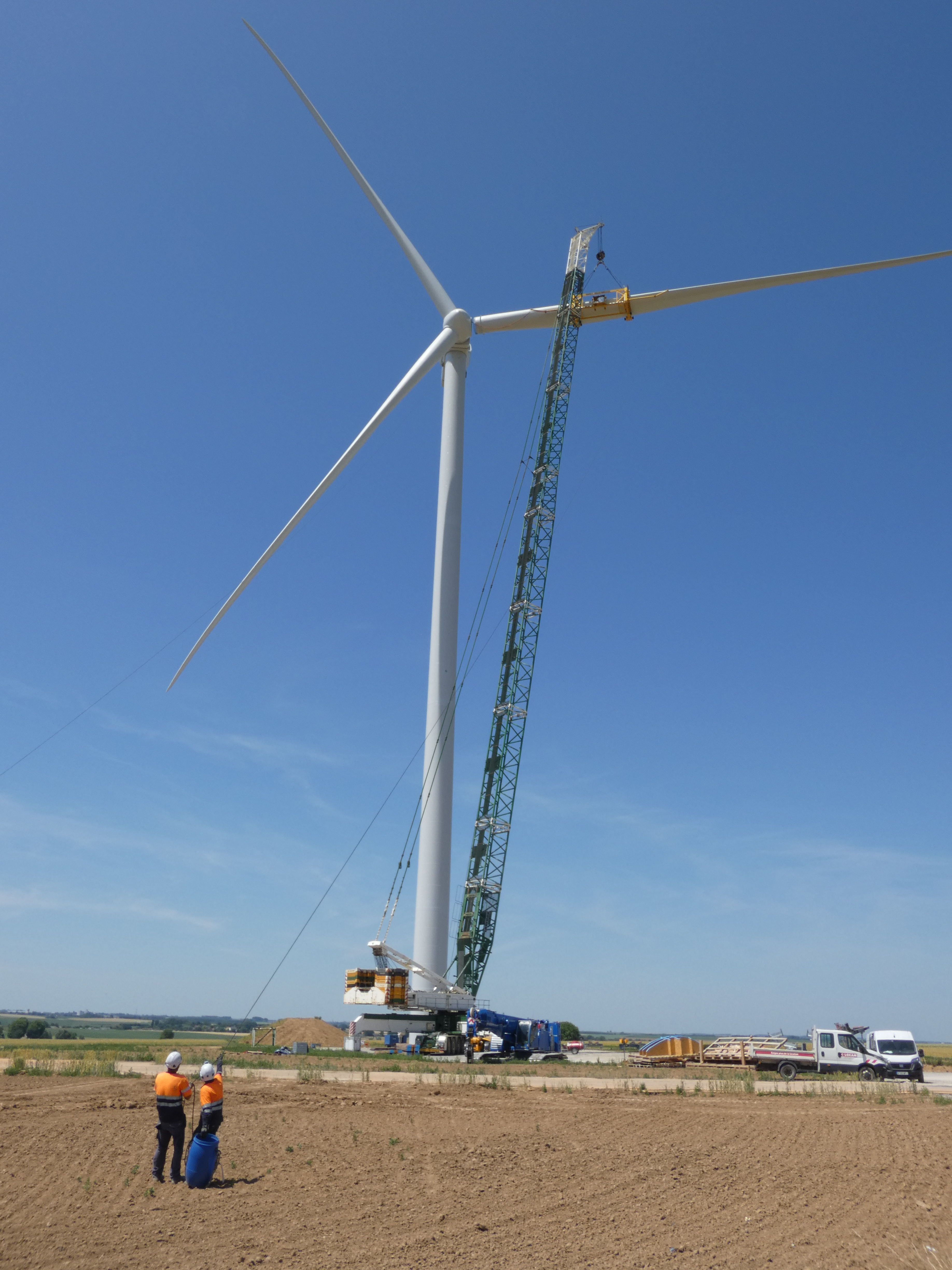
La troisième pale de l'éolienne E1, le 21 juin 2025.